# Acraea igola
Acraea igola är en fjärilsart som beskrevs av Henry Trimen 1889. Acraea igola ingår i släktet Acraea och familjen praktfjärilar. Inga underarter finns listade i Catalogue of Life.

## Bildgalleri

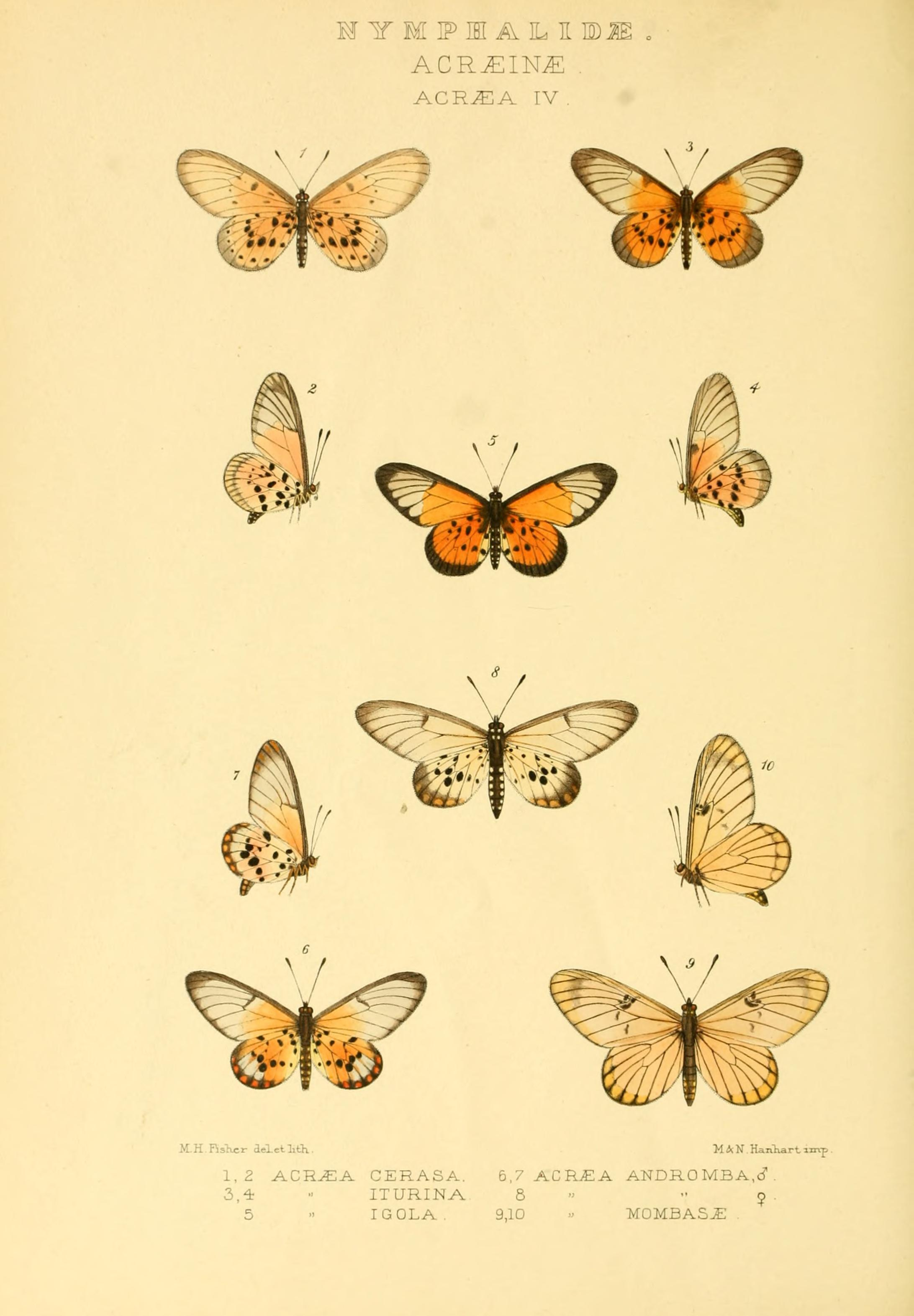
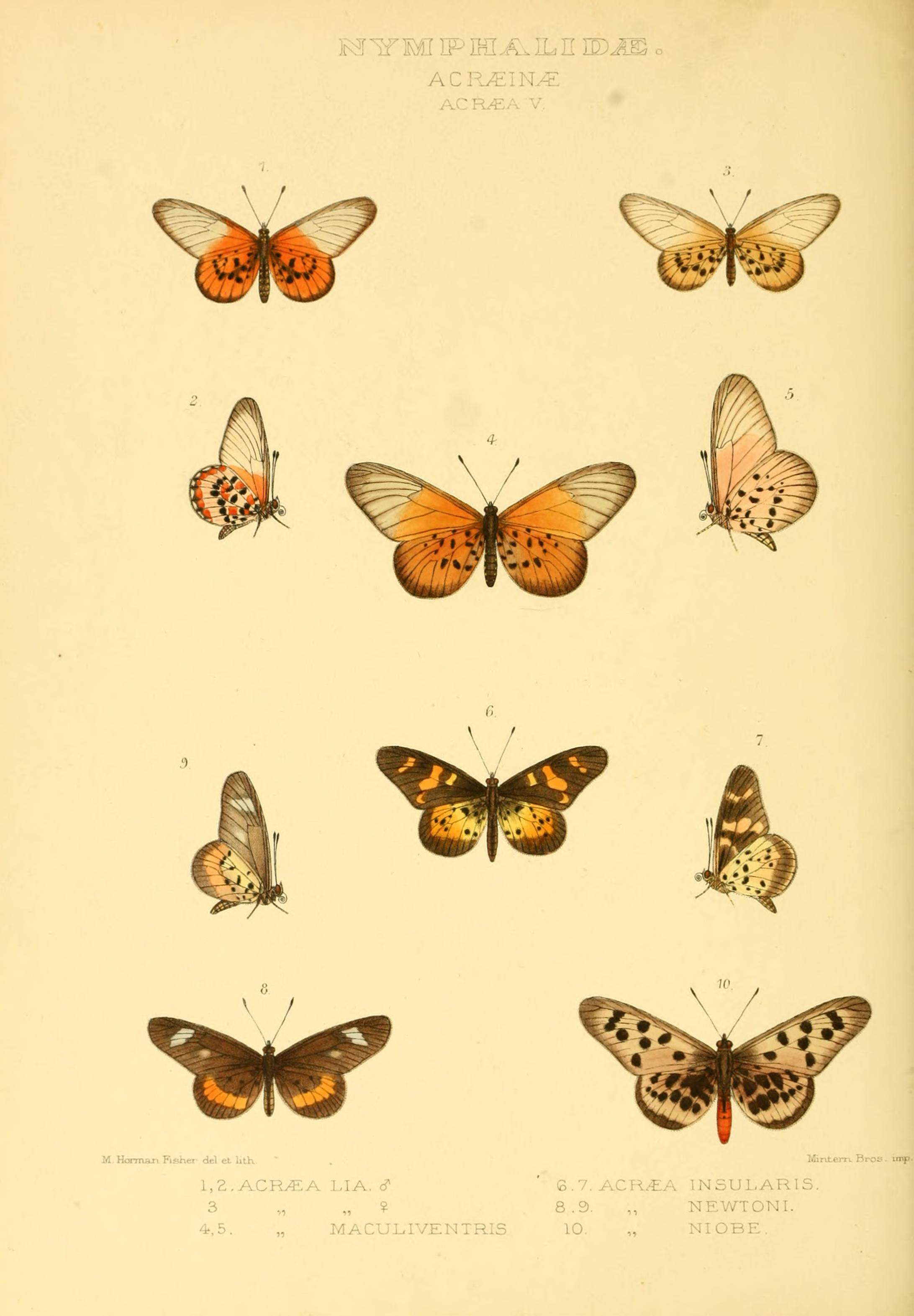